# 臨刑前72小時
《臨刑前72小時》（日语：死刑台の72時間）是篠原千繪的漫畫作品，後來改編成短篇電視劇在2013年11月26日和12月3日於NHK BS Premium播出，共2集。

## 劇情概要
夏木桐子（栗山千明飾）、冰室孝明（田中圭飾）、二階堂聖（青柳翔飾）、高柳真由美（町田マリー飾）、松原由香（佐津川愛美飾）五人收到臼井薰（大地真央飾）寄出的“臼井透追思會”邀請函。與會五人在會後被臼井薰囚禁在果樹山莊內，要求在三天內找出其中殺死其子臼井透的兇手，否則五人均会丧命。